# Episodi de La mia piccola Margie (seconda stagione)
La seconda stagione della serie televisiva La mia piccola Margie è andata in onda negli Stati Uniti dal 4 ottobre 1952 al 23 luglio 1953 sulla NBC.
| nº | Titolo originale       | Prima TV USA     | Titolo italiano      | Prima TV Italia |
| -- | ---------------------- | ---------------- | -------------------- | --------------- |
| 1  | Conservative Margie    | 4 ottobre 1952   |                      |                 |
| 2  | Margie's Career        | 11 ottobre 1952  |                      |                 |
| 3  | Vern Needs a Rest      | 18 ottobre 1952  | Florida o morte      |                 |
| 4  | Missing Link           | 25 ottobre 1952  | Un buon affare       |                 |
| 5  | Blonde Margie          | 1º novembre 1952 |                      |                 |
| 6  | Who's Married?         | 1º gennaio 1953  |                      |                 |
| 7  | New Neighbors          | 8 gennaio 1953   | Buon vicinato        |                 |
| 8  | Motorcycle Cop         | 15 gennaio 1953  |                      |                 |
| 9  | The Indians            | 22 gennaio 1953  |                      |                 |
| 10 | The Two Lieutenants    | 29 gennaio 1953  |                      |                 |
| 11 | Hollywood Trip         | 5 febbraio 1953  |                      |                 |
| 12 | Hillbilly Margie       | 12 febbraio 1953 |                      |                 |
| 13 | Hypochondriac          | 19 febbraio 1953 | Finché c'è la salute |                 |
| 14 | Cry Wolf               | 26 febbraio 1953 |                      |                 |
| 15 | Homely Margie          | 5 marzo 1953     |                      |                 |
| 16 | Trapped Freddie        | 12 marzo 1953    |                      |                 |
| 17 | Vern, the Failure      | 19 marzo 1953    |                      |                 |
| 18 | Stock Control          | 26 marzo 1953    |                      |                 |
| 19 | Buried Treasure        | 2 aprile 1953    |                      |                 |
| 20 | The Golf Game          | 9 aprile 1953    |                      |                 |
| 21 | They Also Serve        | 16 aprile 1953   |                      |                 |
| 22 | The Newlyweds          | 23 aprile 1953   |                      |                 |
| 23 | To Health with Yoga    | 30 aprile 1953   |                      |                 |
| 24 | Young Vern             | 7 maggio 1953    |                      |                 |
| 25 | A Horse on Vern        | 14 maggio 1953   |                      |                 |
| 26 | Girl Against the World | 21 maggio 1953   |                      |                 |
| 27 | Mrs. Margie Calkins    | 28 maggio 1953   |                      |                 |
| 28 | Vern's New Girlfriend  | 4 giugno 1953    |                      |                 |
| 29 | Father's Little Helper | 11 giugno 1953   |                      |                 |
| 30 | Delinquent Margie      | 18 giugno 1953   |                      |                 |
| 31 | A Mother for Vern      | 25 giugno 1953   |                      |                 |
| 32 | Freddie's Formula      | 2 luglio 1953    |                      |                 |
| 33 | The Truck Driver       | 9 luglio 1953    |                      |                 |
| 34 | Margie's Helping Hand  | 16 luglio 1953   |                      |                 |
| 35 | Double Trouble         | 23 luglio 1953   |                      |                 |

## Conservative Margie
- Diretto da:
- Scritto da:

### Trama
- Interpreti: Gale Storm (Margie Albright), Charles Farrell (Vern Albright), Kathryn Card (Priscilla Cromwell), Kathleen Mulqueen (ospite Woman), Robert Nichols (Cabot Cromwell)

## Margie's Career
- Diretto da:
- Scritto da:

### Trama
- Interpreti: Gale Storm (Margie Albright), Charles Farrell (Vern Albright)

## Vern Needs a Rest
- Diretto da: Hal yates
- Scritto da: Frank Gill JR.

### Trama
- Margie cerca di convincere Vern ad andare in vacanza in Florida facendogli credere di avere un esaurimento nervoso.
- Interpreti: Gale Storm (Margie Albright), Charles Farrell (Vern Albright), Lucien Littlefield (Harry), Sydney Mason (dottore), Emory Parnell (Trimble), Bobby Watson (Brannigan)

## Missing Link
- Diretto da: Hal Yates
- Scritto da: Frank Fox and G. Carleton Brown

### Trama
- Margie scopre di aver comprato un lottatore.
- Interpreti: Gale Storm (Margie Albright), Charles Farrell (Vern Albright), George Givot (Willie Walker), Don Hayden (Freddie Wilson), 'Brother' Frank Jares (Sir MacGregor), Dick Elliott (Edward Kinka), Herb Vigran (J.D. Toomey, Matchmaker), Frank J. Scannell (primo Reporter), Ralph Brooks (secondo Reporter)

## Blonde Margie
- Diretto da:
- Scritto da:

### Trama
- Interpreti: Gale Storm (Margie Albright), Charles Farrell (Vern Albright), Rodney Bell (cameriere), Angela Stevens (Nancy)

## Who's Married?
- Diretto da:
- Scritto da:

### Trama
- Interpreti: Willie Best, Hillary Brooke (Roberta Townsend), Ralph Brooks (Investigator), Charles Farrell (Vern Albright), Don Hayden (Freddie Wilson), Gertrude Hoffman (Mrs. Odetts), Paul Maxey (Peterson), Jack Rice, Fred Sherman, Gale Storm (Margie Albright)

## New Neighbors
- Diretto da: Hal Yates
- Scritto da: Frank Fox and G. Carleton Brown

### Trama
Il signor Todd fa in modo che il nuovo cliente di Vern si trasferisca nell'appartamento sopra l'Albrights in modo che sia nelle immediate vicinanze per rapporti d'affari.
- Interpreti: Gale Storm (Margie Albright), Charles Farrell (Vern Albright), Willie Best (ascensore Boy), Barbara Hill, Gertrude Hoffman (Mrs. Odetts), John Hubbard, Clarence Kolb (Mr. Honeywell), George Meader

## Motorcycle Cop
- Diretto da:
- Scritto da:

### Trama
- Interpreti: Gale Storm (Margie Albright), Charles Farrell (Vern Albright), Gertrude Hoffman (Mrs. Odetts), Richard Martin, James Parnell, Jack Rutherford

## The Indians
- Diretto da:
- Scritto da:

### Trama
- Interpreti: Gale Storm (Margie Albright), Charles Farrell (Vern Albright)

## The Two Lieutenants
- Diretto da:
- Scritto da:

### Trama
- Interpreti: Gale Storm (Margie Albright), Charles Farrell (Vern Albright)

## Hollywood Trip
- Diretto da:
- Scritto da:

### Trama
- Interpreti: Larry Carr (Jack Winslow), Charles Farrell (Vern Albright), Fritz Feld (Andre Dupree), Gertrude Hoffman (Mrs. Odetts), Walter Woolf King (Van Moss), Gale Storm (Margie Albright)

## Hillbilly Margie
- Diretto da:
- Scritto da:

### Trama
- Interpreti: Gale Storm (Margie Albright), Charles Farrell (Vern Albright), Clarence Kolb (Mr. Honeywell), Charles Halton (Mr. Carruthers), Robert Easton (Luke Tolliver), John Dierkes (Paw Tolliver), Virginia Rose (Ellie Mae), Roscoe Ates (Zeke), Nora Busch (Grammaw), Merrill McCormick (McGrew)

## Hypochondriac
- Diretto da: Hal Yates
- Scritto da: Frank Fox and G. Carleton Brown

### Trama
- Margie scopre che il nipote è ipocondriaco, quindi con l'aiuto della signora Odetts finge di essere ancora più malata di lui per farlo sentire meglio.
- Interpreti: Charles Farrell (Vern Albright), Gertrude Hoffman (Mrs. Odetts), Joanne Jordan, Lyle Latell, Mira McKinney, Robert Nichols, Gale Storm (Margie Albright)

## Cry Wolf
- Diretto da:
- Scritto da:

### Trama
- Interpreti: Gale Storm (Margie Albright), Charles Farrell (Vern Albright), Bill Hale (cowboy), Gordon Jones (Tex Mulloy), Herb Vigran (E. Thomas Grant), John War Eagle (Indian)

## Homely Margie
- Diretto da:
- Scritto da:

### Trama
- Interpreti: William Ching (Joe Sparks), Charles Farrell (Vern Albright), Don Hayden (Freddie Wilson), Clarence Kolb (George Honeywell), Anne O'Neal (Miss Michaels), Gale Storm (Margie Albright), Paul Wexler (Bill Houseman)

## Trapped Freddie
- Diretto da:
- Scritto da:

### Trama
- Interpreti: Gale Storm (Margie Albright), Charles Farrell (Vern Albright), Don Hayden (Freddie Wilson), Hillary Brooke (Roberta Townsend), Willie Best (Charlie)

## Vern, the Failure
- Diretto da:
- Scritto da:

### Trama
- Interpreti: Leo Britt, Charles Farrell (Vern Albright), Don Hayden, George Meader, Emory Parnell, Gale Storm (Margie Albright), Claudette Thornton

## Stock Control
- Diretto da:
- Scritto da:

### Trama
- Interpreti: Gale Storm (Margie Albright), Charles Farrell (Vern Albright), William E. Green (Perrott), Thurston Hall (Reynolds)

## Buried Treasure
- Diretto da:
- Scritto da:

### Trama
- Interpreti: Gale Storm (Margie Albright), Charles Farrell (Vern Albright), George Meader (Wesley Todd), Ric Roman (Lefty Muller), Paul E. Burns (Mr. Barnes - Mailman), Joe Devlin (Joe)

## The Golf Game
- Diretto da:
- Scritto da:

### Trama
- Interpreti: Gale Storm (Margie Albright), Charles Farrell (Vern Albright), Don Hayden (Freddie Wilson), Clarence Kolb (George Honeywell), Herbert Heyes (Burl Konkle), Carlo Tricoli (professore Luigi Santo), Richard Kipling (Harrison)

## They Also Serve
- Diretto da:
- Scritto da:

### Trama
- Interpreti: Gale Storm (Margie Albright), Charles Farrell (Vern Albright), John Eldredge (Charles Chandler), Ray Montgomery (Tom Chandler), Fred Sherman (impiegato dell'hotel), Queenie Smith (Emily Chandler), Douglas Wood (J.R. Johnson)

## The Newlyweds
- Diretto da:
- Scritto da:

### Trama
- Interpreti: Gale Storm (Margie Albright), Charles Farrell (Vern Albright), Ralph Brooks (George Nader), Gloria Henry (Norma Calkins)

## To Health with Yoga
- Diretto da:
- Scritto da:

### Trama
- Interpreti: Gale Storm (Margie Albright), Charles Farrell (Vern Albright), Hillary Brooke (Roberta Townsend), Betty Finley (cassiere), Don Hayden (Freddie Wilson), Thomas Browne Henry (Prof. Ambrose)

## Young Vern
- Diretto da:
- Scritto da:

### Trama
- Interpreti: Gale Storm (Margie Albright), Charles Farrell (Vern Albright), Willie Best (Willie), Suzanne Gilbert, Clarence Kolb (George Honeywell), Joseph Lenzi, Alphonse Martell

## A Horse on Vern
- Diretto da:
- Scritto da:

### Trama
- Interpreti: Gale Storm (Margie Albright), Charles Farrell (Vern Albright), Willie Best (Charlie), Don Hayden (Freddie Wilson), Clarence Kolb (George Honeywell), Harry Lauter (Don Hadley), George O'Hanlon (Bob Porter), Jack Rutherford (Mr. McAllister)

## Girl Against the World
- Diretto da:
- Scritto da:

### Trama
- Interpreti: Charles Farrell (Vern Albright), Don Hayden (Freddie Wilson), Gertrude Hoffman (Mrs. Odetts), Robert Lowery, Jack Shea, Gale Storm (Margie Albright)

## Mrs. Margie Calkins
- Diretto da:
- Scritto da:

### Trama
- Interpreti: Gale Storm (Margie Albright), Charles Farrell (Vern Albright), Willie Best (Willie), Hillary Brooke (Roberta Townsend), Scott Elliott (Dick Calkins), Don Hayden (Freddie Wilson), Gloria Henry (Norma Calkins), Tracey Roberts (Hazel Miller)

## Vern's New Girlfriend
- Diretto da:
- Scritto da:

### Trama
- Interpreti: Gale Storm (Margie Albright), Charles Farrell (Vern Albright), Hillary Brooke (Roberta Townsend), Don Hayden (Freddie Wilson), Clarence Kolb (George Honeywell), Keith McConnell (Carlton), Joan Shawlee (Sandra Fleming)

## Father's Little Helper
- Diretto da:
- Scritto da:

### Trama
- Interpreti: Charles Farrell (Vern Albright), Dian Fauntelle, Gertrude Graner, Gertrude Hoffman (Mrs. Odetts), Clarence Kolb (George Honeywell), Gale Storm (Margie Albright), Andrew Tombes

## Delinquent Margie
- Diretto da:
- Scritto da:

### Trama
- Interpreti: Gale Storm (Margie Albright), Charles Farrell (Vern Albright), Dick Cogan (Car Salesman), Gertrude Hoffman (Mrs. Odetts), John Hubbard (Bill Bronson), Clarence Kolb (George Honeywell)

## A Mother for Vern
- Diretto da:
- Scritto da:

### Trama
- Interpreti: Florence Bates, Robert Edgecomb, Charles Farrell (Vern Albright), Barbara Hill, Gertrude Hoffman (Mrs. Odetts), Clarence Kolb (George Honeywell), Gale Storm (Margie Albright)

## Freddie's Formula
- Diretto da:
- Scritto da:

### Trama
- Interpreti: Gale Storm (Margie Albright), Charles Farrell (Vern Albright)

## The Truck Driver
- Diretto da:
- Scritto da:

### Trama
- Interpreti: Gale Storm (Margie Albright), Charles Farrell (Vern Albright)

## Margie's Helping Hand
- Diretto da:
- Scritto da:

### Trama
- Interpreti: Gale Storm (Margie Albright), Charles Farrell (Vern Albright), Roy Roberts

## Double Trouble
- Diretto da:
- Scritto da:

### Trama
- Interpreti: Charles Farrell (Vern Albright), Gertrude Hoffman (Mrs. Odetts), Clarence Kolb (George Honeywell), John Mylong, Gale Storm (Margie Albright)